# Zeitschrift für Bildungsforschung
Die Zeitschrift für Bildungsforschung (ZBF) versteht sich als Forum für Beiträge, die Innovationen im Bildungswesen anregen, zur Diskussion stellen, begleiten und theoretisch absichern und damit eine evidenzbasierte Weiterentwicklung im Bildungswesen unterstützen. Sie erscheint dreimal im Jahr bei Springer VS.
Als Organ der Österreichischen Gesellschaft für Forschung und Entwicklung im Bildungswesen dient die Zeitschrift neben der statutengemäßen Förderung von Forschung und Entwicklung im Bildungswesen auch der Vernetzung ihrer Mitglieder. Sie unterstützt die Verbreitung von Forschungsergebnissen und fördert dadurch die Forscher in ihrer Arbeit.
Die Zeitschrift hat interdisziplinären Charakter. Alle wissenschaftlichen Fachrichtungen, die Bildungsprozesse, -einrichtungen oder -systeme zu Gegenstand haben, sind in ihr vertreten.

## Profil und Aufbau
Im Sinne dieser Zielsetzungen veröffentlicht die ZfB gehaltvolle und methodisch abgesicherte empirische Beiträge zu Theorie und Praxis des Bildungswesens, insbesondere zur Entwicklung von Bildungssystemen, zur Bildungspolitik und zur Qualitätssicherung, die in der Regel auch die praktischen Konsequenzen der Befunde mit bedenken und mit formulieren.
- Reviews und theoretische Analysen zu grundlegenden Fragen von Bildungssystemen
- Programmatische Beiträge
- Beiträge, die der Weiterentwicklung der Methodik der Bildungsforschung dienen
- Evaluationsergebnisse und Beiträge zur Evaluationsforschung mit nationalem und internationalem Bezug

Die Zeitschrift verfolgt als Organ der österreichischen Bildungsforschung einerseits nationale Ziele, versteht sich aber zugleich als offen für die internationale, speziell deutschsprachige Forschung. Sie hat interdisziplinären Charakter. Alle wissenschaftlichen Fachrichtungen, die Bildungsprozesse, -einrichtungen oder -systeme zum Gegenstand haben, sind in ihr vertreten.

## Herausgeber und Redaktion
Die Zeitschrift wird von Angelika Paseka (Universität Hamburg), Stefan Brauckmann-Sajkiewicz (Universität Klagenfurt), Nina Bremm (Universität Erlangen-Nürnberg), Burkhard Gniewosz (Universität Salzburg), David Kemethofer (Pädagogische Hochschule Oberösterreich), Corinna Koschmieder (Pädagogische Hochschule Steiermark) und Georg Krammer (Johannes Kepler Universität Linz) herausgegeben. Gegründet wurde die Zeitschrift von Ferdinand Eder (Universität Salzburg), Angelika Paseka (Universität Hamburg) und Herbert Altrichter (Johannes Kepler Universität Linz).